# Campeonato de España de Ciclismo en Ruta 2024
La CXXIII edición del Campeonato de España de Ciclismo en Ruta se disputó el 23 de junio de 2024 con salida y llegada en San Lorenzo del Escorial, con un recorrido que constó de 201,6 km.
El vencedor final fue el corredor 	guipuzcoano Alex Aranburu del Movistar Team que se impuso en solitario en la meta a su compañero de equipo Oier Lazkano y a Jesús Herrada del equipo Cofidis.

## Clasificación final
| \| Clasificación general \| Clasificación general \| Clasificación general \| Clasificación general \| Clasificación general \| \| Ciclista \| Ciclista \| Equipo \| Tiempo \| \| \| --------------------- \| --------------------- \| --------------------------- \| --------------------- \| --------------------- \| \| 1.º \| Alex Aranburu \| Movistar Team \| 4 h 39 min 53 s \| \| \| 2.º \| Oier Lazkano \| Movistar Team \| + 53 s \| \| \| 3.º \| Jesús Herrada \| Cofidis \| + 59 s \| \| \| 4.º \| Carlos Canal \| Movistar Team \| + 1 min 01 s \| \| \| 5.º \| Mikel Landa \| Soudal Quick-Step \| + 1 min 01 s \| \| \| 6.º \| Roger Adrià \| Bora-Hansgrohe \| + 1 min 03 s \| \| \| 7.º \| Pablo Castrillo \| Equipo Kern Pharma \| + 1 min 03 s \| \| \| 8.º \| Ander Okamika \| Burgos-BH \| + 1 min 08 s \| \| \| 9.º \| Pau Martí \| Israel Premier Tech Academy \| + 1 min 10 s \| \| \| 10.º \| David de la Cruz \| Q36.5 Pro Cycling Team \| + 1 min 15 s \| \| |                  |                             |                 |
| |                  |                             |                 |
| Fuente: ProCyclingStats |                  |                             |                 |
| Clasificación general |                  |                             |                 |
| Ciclista | Ciclista         | Equipo                      | Tiempo          |
| 1.º | Alex Aranburu    | Movistar Team               | 4 h 39 min 53 s |
| 2.º | Oier Lazkano     | Movistar Team               | + 53 s          |
| 3.º | Jesús Herrada    | Cofidis                     | + 59 s          |
| 4.º | Carlos Canal     | Movistar Team               | + 1 min 01 s    |
| 5.º | Mikel Landa      | Soudal Quick-Step           | + 1 min 01 s    |
| 6.º | Roger Adrià      | Bora-Hansgrohe              | + 1 min 03 s    |
| 7.º | Pablo Castrillo  | Equipo Kern Pharma          | + 1 min 03 s    |
| 8.º | Ander Okamika    | Burgos-BH                   | + 1 min 08 s    |
| 9.º | Pau Martí        | Israel Premier Tech Academy | + 1 min 10 s    |
| 10.º | David de la Cruz | Q36.5 Pro Cycling Team      | + 1 min 15 s    |